# دابق
دابق شهر کوچکی در استان حلب در شمال سوریه و در فاصله ۳۵ کیلومتری شهر حلب است. جمعیت دابق در سرشماری سال ۲۰۰۴ بیش از ۳ هزار نفر بوده‌است.
این ناحیه شاهد نبرد مرج دابق بوده‌است.
مخالفان بشار اسد در سال ۲۰۱۲ شهر دابق را به کنترل خود درآوردند. اما در سال ۲۰۱۴ این شهر به کنترل داعش درآمد. همچنین داعش نشریه رسمی خود را با نام دابق(نشریه) منتشر می‌کند. طبق حدیثی که در صحیح مسلم نقل شده پیش از آخرالزمان نبردی در این ناحیه میان سپاه اسلام و رومیان برپا می‌شود که علی‌رغم کشته شدن تعداد زیادی از مسلمانان، به پیروزی مسلمانان منجر می‌گردد.
سرانجام گروههای تحت حمایت ترکیه و کشورهای حوزه خلیج فارس، شهر دابق را در ۱۶ اکتبر ۲۰۱۶ از کنترل گروه داعش خارج کردند.